# António Bento Bembe
António Bento Bembe (* 24. April 1950 in Cabinda) ist ein angolanischer Politiker der Movimento Popular de Libertação de Angola (MPLA).

## Leben
António Bento Bembe absolvierte ein Studium der Betriebswirtschaftslehre und legte in diesem Fach seine Promotion ab. Er ist Generalsekretär der Front für die Befreiung der Enklave Cabinda FLEC (Frente para a Libertação do Enclave de Cabinda) und war zwischen 2005 und 2006 Berater von Staatspräsident José Eduardo dos Santos für Angelegenheiten der Provinz Cabinda. Im Anschluss fungierte er von 2007 bis 2010 im Kabinett von Staatspräsident José Eduardo dos Santos zunächst als Minister ohne Geschäftsbereich (Ministro sem Pastas) sowie als Beauftragter für Menschenrechte sowie danach zwischen 2010 und 2017 als Staatssekretär für Menschenrechte im Ministerium für Justiz und Menschenrechte.
Bei der Wahl vom 23. August 2017 wurde Bembe auf der Landesliste der Movimento Popular de Libertação de Angola (MPLA) erstmals zum Mitglied der Nationalversammlung (Assembleia Nacional) gewählt. Seit dem 28. September 2017 ist er dort Erster Sekretär der 10. Parlamentskommission (10ª Comissão Direitos Humanos, Petições Reclamações e Sugestões dos Cidadãos), die für Menschenrechte, Bürgerbeschwerden und Vorschläge von Bürgern zuständig ist.